# Municipio de Powers (Minnesota)
El municipio de Powers (en inglés: Powers Township) es un municipio ubicado en el condado de Cass en el estado estadounidense de Minnesota. En el año 2010 tenía una población de 715 habitantes y una densidad poblacional de 7,82 personas por km².

## Geografía
El municipio de Powers se encuentra ubicado en las coordenadas 46°50′58″N 94°28′10″O / 46.84944, -94.46944. Según la Oficina del Censo de los Estados Unidos, el municipio tiene una superficie total de 91.39 km², de la cual 74,6 km² corresponden a tierra firme y (18,37 %) 16,79 km² es agua.

## Demografía
Según el censo de 2010, había 715 personas residiendo en el municipio de Powers. La densidad de población era de 7,82 hab./km². De los 715 habitantes, el municipio de Powers estaba compuesto por el 97,06 % blancos, el 0,84 % eran amerindios, el 0,42 % eran asiáticos, el 0,14 % eran de otras razas y el 1,54 % eran de una mezcla de razas. Del total de la población el 0,42 % eran hispanos o latinos de cualquier raza.